# Saint-Genest-Malifaux
Saint-Genest-Malifaux är en kommun i departementet Loire i regionen Auvergne-Rhône-Alpes i centrala Frankrike. Kommunen ligger i kantonen Saint-Genest-Malifaux som tillhör arrondissementet Saint-Étienne. År 2022 hade Saint-Genest-Malifaux 2 912 invånare.

## Befolkningsutveckling
Antalet invånare i kommunen Saint-Genest-Malifaux
| Referens: INSEE |